# Hans von Koessler
Hans von Koessler, född 1 januari 1853, död 23 maj 1926 var en tysk tonsättare och lärare i komposition vid Liszt-akademien i Budapest, Ungern i 26 år. I Ungern känd som János Koessler.